# Торма, Юлиус
Юлиус (Дьюла) Торма (словац. Július Torma, венг. Torma Gyula; 7 марта 1922, Будапешт, Венгрия — 21 октября 1991, Прага, Чехословакия) —  этнический словак, венгерский боксёр, выступавший за Чехословакию. Чемпион Олимпийских игр в Лондоне (1948), чемпион Европы (1949).

## Биография
С рождения жил в Венгрии. Боксом стал заниматься с 13 лет. Уже в 19 лет выиграл чемпионат Венгрии, затем последовали ещё пять подряд титулов чемпиона страны.
В августе 1946 года переехал с семьёй в Чехословакию, выступал на любительском ринге с 1946 по 1956 год за армейский спортивный клуб Праги. 10-кратный чемпион Чехословакии. Участник трёх Олимпийских игр (1948, 1952, 1956).

## Результаты на Олимпийских играх
Олимпийские игры 1948 (вес до 67 кг):
Победил Густава Бене (Венгрия) по очкам
Победил Клиффорда Блэкберна (Канада) нокаутом во 2-м раунде
Победил Аурелио Диаса Кадаведа (Испания) дисквалификацией во 2-м раунде
Победил Алессандро Д’Оттавио (Италия) по очкам
Победил Хораса Херринга (США) по очкам
Олимпийские игры 1952 (вес до 67 кг):
Победил Джона Патрика Мэлони (Великобритания) по очкам
Победил Луиса Гейджа (США) по очкам
Проиграл Зыгмунту Хыхла (Польша) по очкам
Олимпийские игры 1956 (вес до 75 кг):
Победил Говарда Рихтера (Австралия) по очкам
Проиграл Рамону Тапия (Чили) нокаутом во 2-м раунде

## Видео
Юлиус (Дьюла) Торма